# Recipe Unlimited
Recipe Unlimited Corporation ist ein kanadisches Unternehmen, das mehrere Restaurantketten sowie große Lebensmittelvertriebe für Justizvollzugsanstalten, Bildungseinrichtungen und andere große Betriebe betreibt.

## Geschichte
Das Unternehmen wurde ursprünglich 1883 als Canada Railway News Company gegründet und verkaufte Zeitungen, Zeitschriften und Süßwaren an Bahnhöfen. Die Wurzeln des Unternehmens reichen bis in die Mitte der 1850er Jahre zurück, als Thomas Patrick Phelan Obst und Zeitungen verkaufte, um Passagiere zwischen Hamilton und Buffalo zu verpflegen. Canada Railway News stieg bald in das Lebensmittelgeschäft ein und sorgte für einen Boom im Schienenpersonenverkehr in Kanada.
In den 1930er Jahren begann das Unternehmen, den Fluggesellschaften Catering-Dienstleistungen anzubieten. Bis 1951 gab es ungefähr 1500 Mahlzeiten pro Tag. Im Jahr 1961 änderte das Unternehmen seinen Namen in Cara Operations Limited. Der Name Cara wurde aus den ersten beiden Buchstaben der Wörter „Canada Railway“ abgeleitet.
Cara befand sich von seiner Gründung im Jahr 1883 an allein im Besitz der Familie Phelan, bis es 1968 an die Börse ging. Zu dieser Zeit war sein Hauptgeschäft die Versorgung des Transportsektors (Flug- und Bahnverpflegung); es gab jedoch einige namenlose Restaurants und Cafés in verschiedenen Bürotürmen und Flughafenterminals in Kanada. Der Gesamtumsatz aller Geschäftsbereiche belief sich 1968 auf 30 Mio. CAD.
Im Jahr 2002 belief sich der Umsatz des gesamten Unternehmens auf 1,9 Milliarden CAD. 88 % des Geschäfts entfallen auf die Verpflegung von Gästen, die restlichen 12 % auf die Verpflegung von Fluggästen.
Im Mai 2018 gab CEO Bill Gregson bekannt, dass Cara Operations Limited seinen Namen in Recipe Unlimited Corporation ändern werde.